# قائمة متاحف براغ

## متاحف براغ
تعد براغ من أهم المراكز الثقافية والتاريخية في أوروبا. و تضم المدينة مجموعة متنوعة من المتاحف التي تلبي اهتمامات جميع الزوار، سواء كانوا مهتمين بالتاريخ، الفن، العلوم، وغيرها. تعتبر متاحف براغ بوابة رائعة لاستكشاف تاريخ وثقافة وفنون المدينة.

## أشهر المتاحف في براغ[1]

### المتحف الوطني
هو واحدًا من أهم المتاحف في جمهورية التشيك و يقع في ساحة فاتسلاف. ويضم المتحف مجموعات ضخمة من المعروضات التي تغطي التاريخ، وعلم الآثار، والتاريخ والفن. ويتميز المتحف ببناء معماري فخم يعكس عظمة وتاريخ براغ.

### متحف كافكا
متحف مخصص للأديب الشهير فرانس كافكا، يقدم هذا المتحف لمحة عن حياته وأعماله. يقع المتحف في مبنى تاريخي في منطقة مالا سترانا ويضم مخطوطات، صور، وأغراض شخصية تُلقي الضوء على حياة الكاتب وتأثيره الأدبي.

### متحف الفنون الزخرفية
يقع هذا المتحف بالقرب من جير تشارلز ويحتوي على مجموعة رائعة من الفنون الزخرفية التي تشمل الأزياء، الأقمشة، الزجاج، السيراميك، والمجوهرات. يحكي المتحف تطور الفنون الزخرفية على مر العصور وهو وجهة مميزة لعشاق الفن.

### متحف التكنولوجيا الوطنية
يعرض هذا المتحف تطور التكنولوجيا والعلوم في جمهورية التشيك عبر العصور. يحتوي المتحف على معروضات متعددة تشمل السيارات القديمة، الطائرات، الأجهزة العلمية، والآلات الصناعية وغيرها.

### متحف الفن الحديث
يعتبر هذا المتحف جزءًا من المعرض الوطني التشيكي ويضم مجموعة واسعة من الأعمال الفنية الحديثة والمعاصرة. يعرض المتحف أعمال فنانين تشيكيين ودوليين، ويوضح تطور الفن الحديث في جمهورية التشيك.

### المتحف الوطني الجديد
هو مبنى حديث في براغ و يقع بالقرب من ساحة وينسيلاس. تم تشييده في الستينيات ليكون مقرًا للبرلمان التشيكوسلوفاكي، ثم تحول إلى جزء من المتحف الوطني. يتميز بتصميم معماري حديث ويستضيف معارض دائمة ومؤقتة حول التاريخ الطبيعي والثقافة والعلوم والفن وغيرها. يعد من الوجهات المناسبة للسياح ويضم بداخله محل لبيع الهدايا التذكارية بالإضافة لوجود مقاهي وأماكن للجلوس.

### هذه قائمةبمتاحفأخرى، بمدينةبراغالتشيكية
- متحف فنون الديكور في براغ
- المعرض الفني الوطني في براغ
- معرض يوسف سوديك الفني
- المتحف القومي (براغ)
- المتحف الشيوعي
- المتحف اليهودي في براغ
- متحف نابرستيك
- متحف أنتونين دفوراك
- متحف بيدريتش سميتانا
- المتحف التقني القومي
- متحف الطيران في براغ
- متحف كامبا